# 秦古镇
秦古镇，是中华人民共和国湖北省十堰市竹山县下辖的一个乡镇级行政单位。

## 行政区划
秦古镇下辖以下地区：
富康路社区、秦家坪村、大堰村、双河村、张家沟村、小河村、西庄村、白果村、独山村、大溪村、竖旗村、涧池村、西岭村、方家河村、荆竹村和大河村。